# Dereçaylı, Pazar
Dereçaylı là một xã thuộc huyện Pazar, tỉnh Tokat, Thổ Nhĩ Kỳ. Dân số thời điểm năm 2011 là 240 người.